# Vadencourt (Aisne)
Vadencourt [vadɑ̃kuʁ] ist eine französische Gemeinde mit 511 Einwohnern (Stand: 1. Januar 2022) im Département Aisne in der Region Hauts-de-France. Sie gehört zum Arrondissement Vervins, zum Kanton Guise und zum Gemeindeverband Thiérache Sambre et Oise.

## Geographie
Die Gemeinde Vadencourt mit den Ortsteilen Bohéries und Longchamps liegt 25 Kilometer nordöstlich von Saint-Quentin an der Mündung des Noirrieu in die Oise. Ab hier geht der Sambre-Oise-Kanal in den Oise-Seitenkanal über. Nachbargemeinden von Vadencourt sind Grand-Verly im Norden, Lesquielles-Saint-Germain im Nordosten, Guise im Südosten, Proix und Noyales im Süden, Aisonville-et-Bernoville im Südwesten, Grougis im Westen sowie Petit-Verly im Nordwesten.

## Geschichte

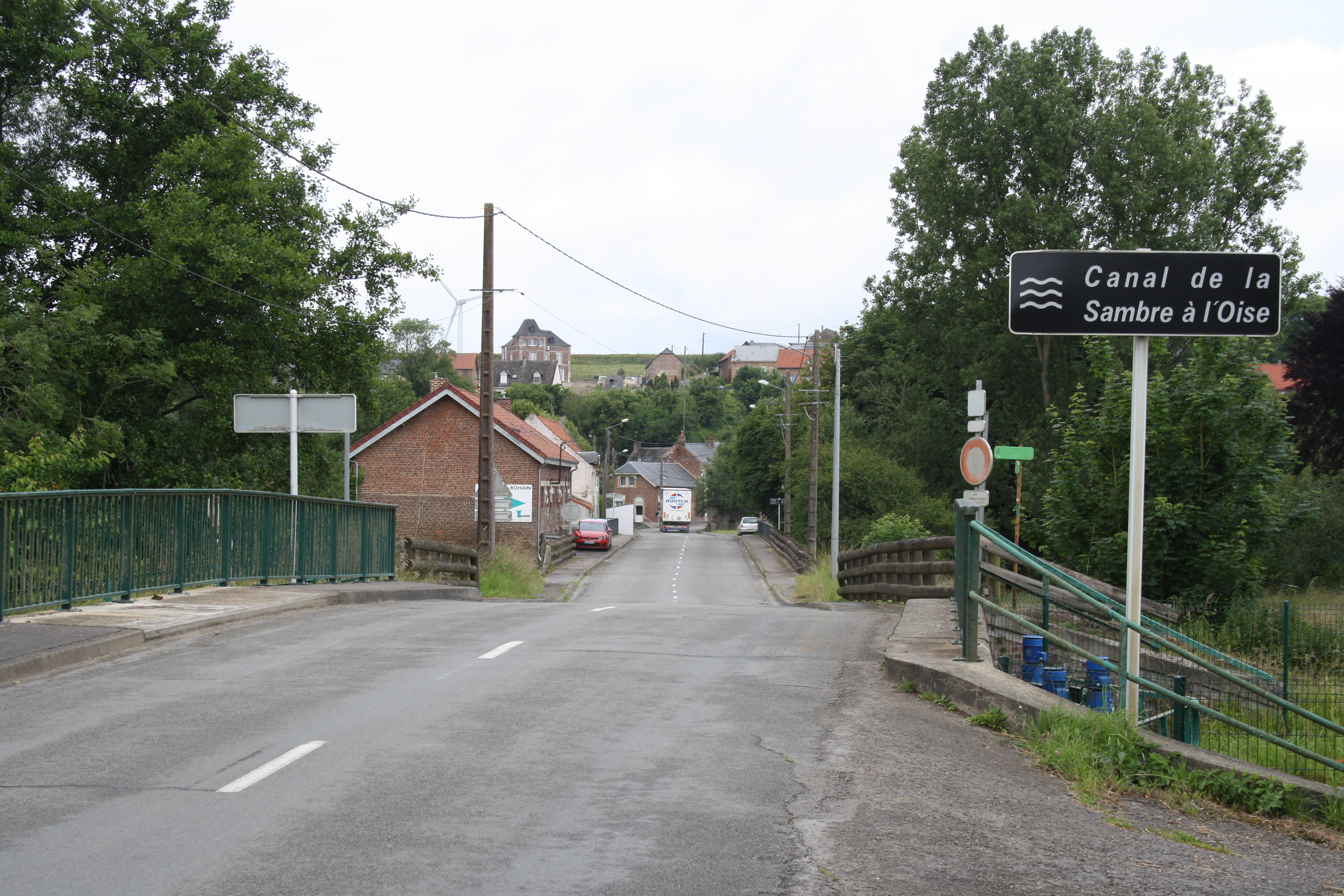
Ortsteil Longchamps

Die Gemeinde Vadencourt wurde 1793 gegründet. Im Jahr 1811 wurde das Dorf Bohéries eingemeindet und die Gemeinde 1970 in Vadencourt-et-Bohéries umbenannt. Seit der Eingemeindung von Longchamps am 1. Januar 1971 trägt die Gemeinde ihren heutigen Namen.
Canal latéral à l’Oise

### Bevölkerungsentwicklung
| Jahr      | 1962 | 1968 | 1975 | 1982 | 1990 | 1999 | 2007 | 2018 |
| Einwohner | 552  | 548  | 709  | 664  | 631  | 605  | 630  | 531  |

## Sehenswürdigkeiten
- Kirche Saint-Quentin in Vadencourt
- Kirche Sainte-Geneviève in Longchamps
- Ehemalige Zisterzienserabtei Kloster Bohéries, Monument historique seit 1995[1]

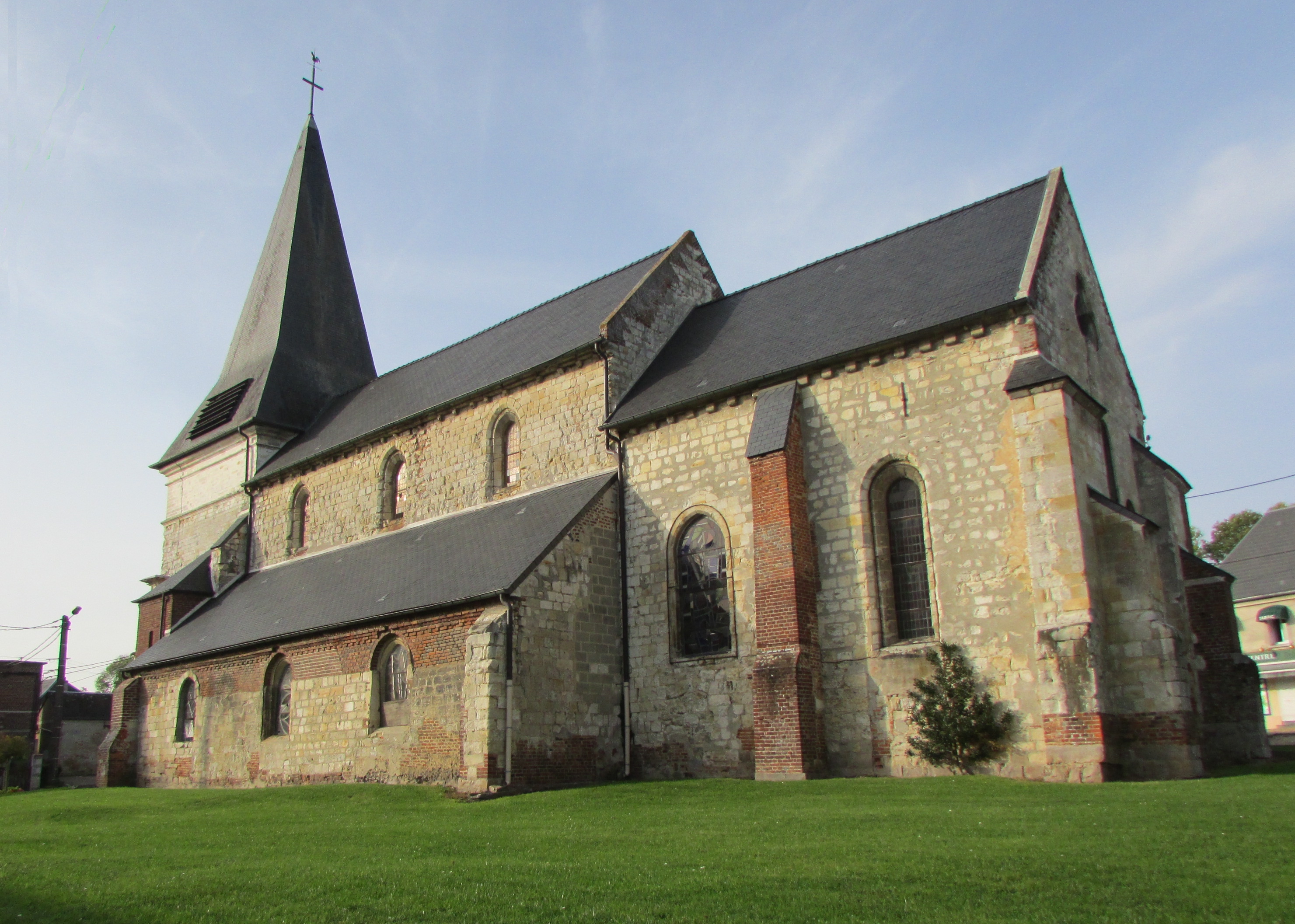
Kirche Saint-Quentin
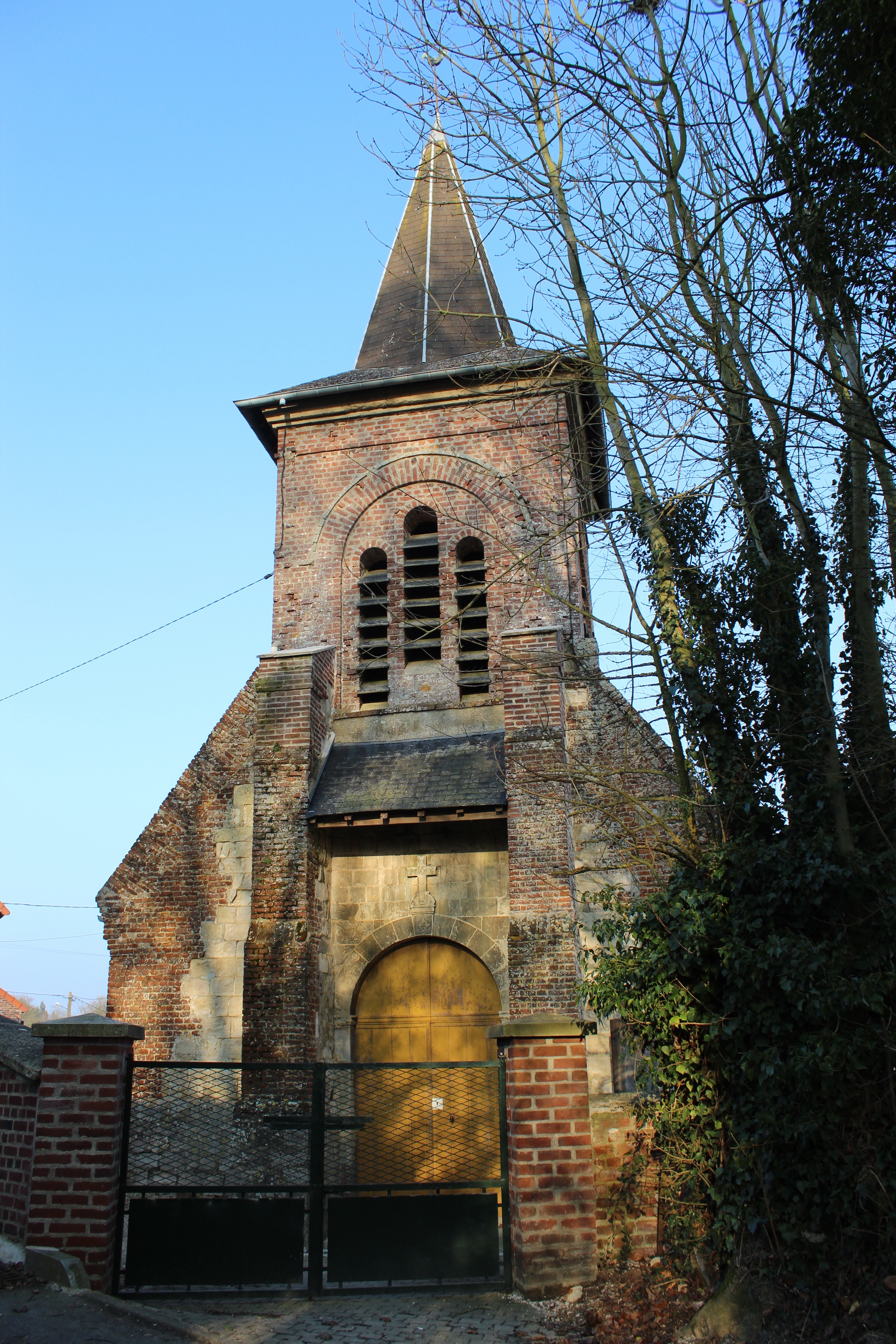
Kirche Sainte-Geneviève
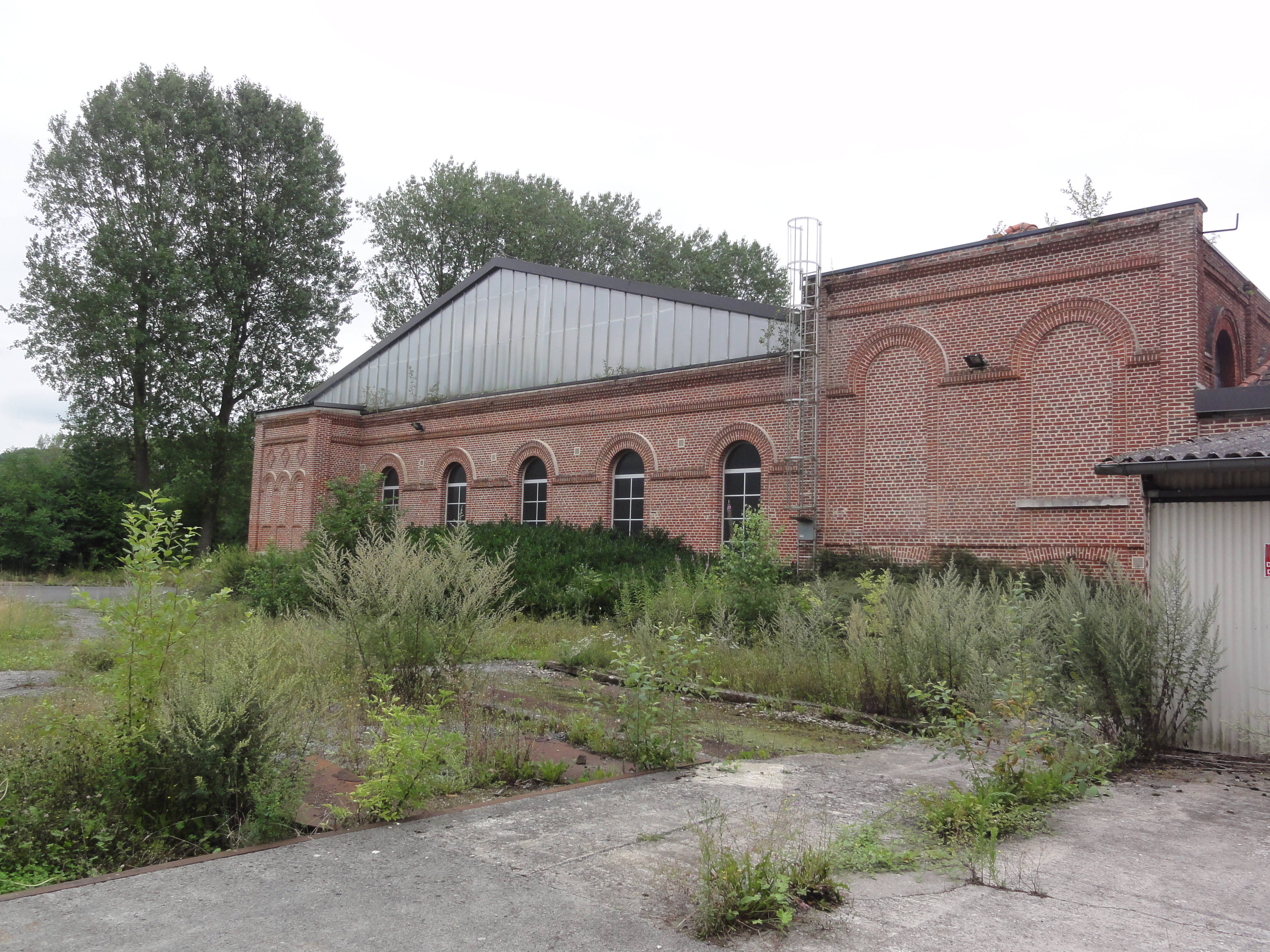
Kloster Bohéries
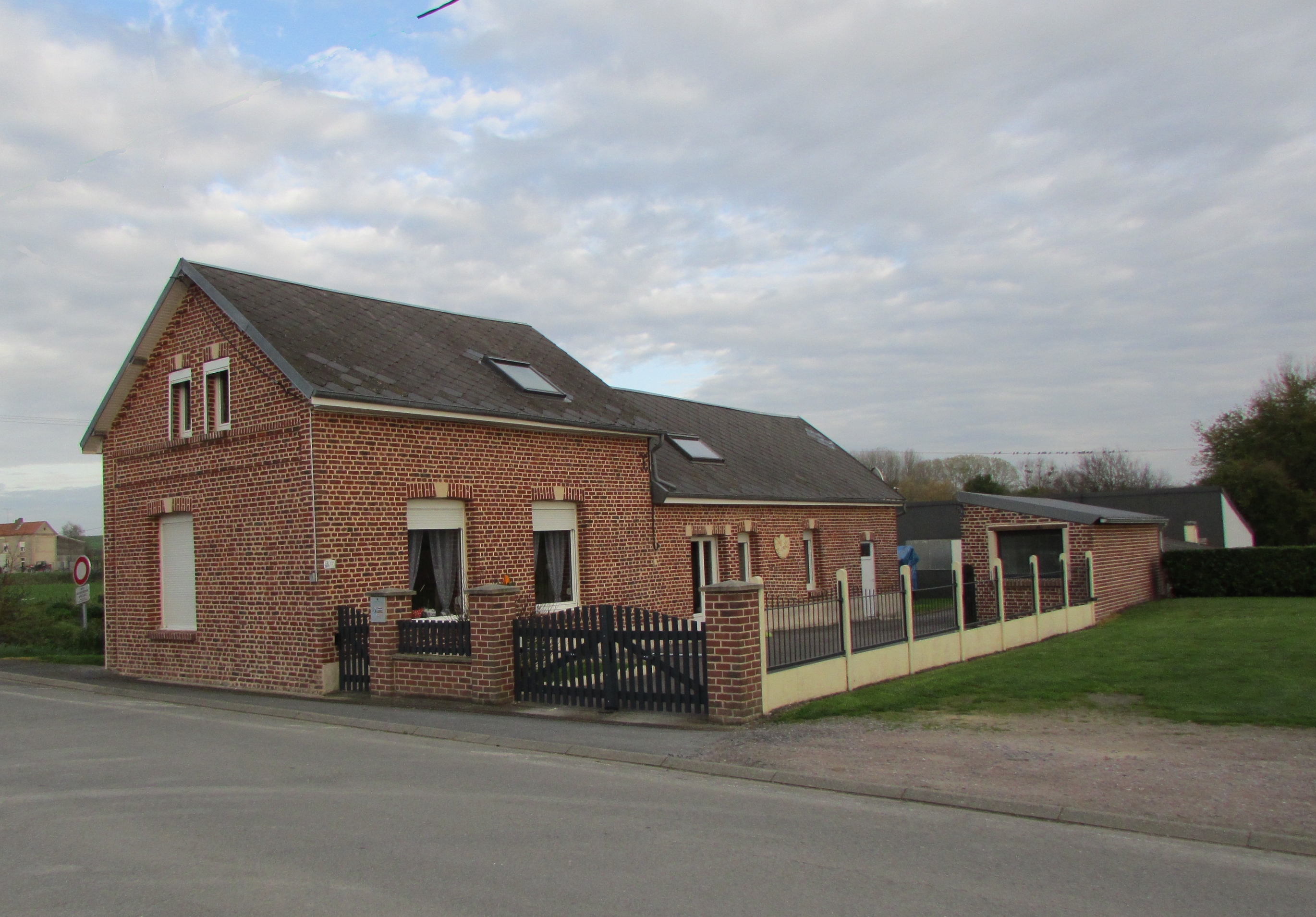
Ehemaliger Bahnhof